# Синеглазово (озеро)
Синегла́зово (прежнее название Малый Ирентик) — озеро в Челябинской области России, на южной окраине Челябинска. Площадь озера — 9,92 км², средняя ширина 2,6 км. Высота над уровнем моря — 214,5 м.
Озеро неглубокое, средняя глубина 2,4 м, максимальная 3,1 м. Объём водной массы — около 0,033 км³, в зависимости от климатических условий может широко варьировать. Озёрная котловина имеет блюдцеобразную форму, ограниченную слаборасчленёнными склонами. Дно покрыто иловыми отложениями, общий запас их превышает 10 млн м³. Берега озера невысокие, в значительной части заболочены; прибрежная часть озера во многих местах покрыта тростником и камышом.
На берегах озера расположены посёлки и сёла Исаково, Синеглазово, Вознесенка, Полевой, Новосинеглазово, Ухановка.
Территория вокруг озера используется также садоводческими хозяйствами, вода озера загрязнена стоками промышленных предприятий.
Возле озера расположены археологические памятники: на юго-восточном берегу озера — поселение бронзового века «Синеглазово» принадлежащее к фёдоровскому и алакульскому этапам андроновской культуры, на юго-западном берегу — «Синеглазовские курганы» эпохи бронзы и раннего железного века («Синеглазово-3», «Синеглазово-4»).

## Ихтиофауна
В озере обитают: карась, окунь, карп, пелядь, ротан, верховка, белый амур, линь, толстолобик, сиг, рипус, плотва, щука, чебак. Зоопланктон озера подвержен динамическим изменениям.

## Исторические сведения
Озеро Синеглазово известно даже за пределами России — в начале XX века здесь было обнаружено 12 курганов разных эпох с древними артефактами X века н. э. По мнению археологов, район озера — один из возможных центров Великой Венгрии.